# Conte da Carrara
Conte da Carrara (Padova, 1350 circa – Ascoli Piceno, novembre 1421) è stato un condottiero italiano, conte di Campagna e signore di Ascoli Piceno, Civitanova Marche, Montegranaro, Offida e Smerillo.

## Biografia

### Gli inizi
Era uno dei tanti figli naturali del signore di Padova Francesco il Vecchio, nato dalla relazione extraconiugale con la nobile Giustina Maconia. Studiò diritto canonico per poi iniziare la carriera ecclesiastica: fu canonico della cattedrale della città dal 1381 al 1384 ed arciprete della stessa dal 1385 al 1388.

### La guerra in Friuli
Secondo i progetti del padre, che intendeva espandere la propria potenza in Friuli, Conte avrebbe dovuto ricoprire alcune cariche di rilievo nelle sedi religiose di quella regione. Nel 1384 il signore di Padova aveva chiesto al papa di metterlo a capo dell'abbazia di Rosazzo, ma non fu accontentato.
Nel 1385 tentò di porlo al vertice del patriarcato di Aquileia, dove le lotte fra le fazioni dell'aristocrazia friulana avevano portato alla guerra per la successione al patriarcato stesso. A questo scopo, rispose a un appello del pontefice ed entrò in Friuli con l'esercito per sedare le rivolte scoppiate contro il cardinale e patriarca Philippe d'Alençon. L'iniziativa armata suscitò tuttavia l'opposizione di Antonio della Scala e della Repubblica di Venezia, intesi ad arginare la dilagante influenza carrarese.
Lo stesso Conte partecipò alle operazioni belliche: nel 1386, dopo la sconfitta inflitta alle porte di Padova agli Scaligeri guidati da Cortesia Serego nella battaglia delle Brentelle, partecipò alla riorganizzazione delle milizie e nel 1387, alla vigilia della vittoriosa battaglia di Castagnaro, fu nominato cavaliere. Nello stesso anno, dopo aver sedato una nuova rivolta degli Udinesi sobillata dalla Serenissima, conquistò alcuni centri fortificati quali Sacile, Caneva ed Aviano.

### La caduta di Padova e l'esilio
A questo punto fu improvvisamente richiamato a Padova dal padre, preoccupato per l'atteggiamento ambiguo di Gian Galeazzo Visconti. Secondo quanto pattuito in precedenza, alla caduta degli Scaligeri quest'ultimo avrebbe dovuto ricevere Verona, mentre ai Carraresi sarebbe andata Vicenza; invece, aveva occupato anche la città berica. Francesco il Vecchio, riconoscendo la superiorità del signore di Milano, preferì evitare lo scontro aperto e nel giugno 1388 abdicò a favore del figlio Francesco Novello. Ma l'iniziativa del Visconti non si fece attendere, si allearono con i Veneziani e mossero guerra contro Padova.
Durante questi eventi Conte proseguì la sua attività di condottiero per contrastare l'invasione nemica. Inizialmente conseguì dei successi, respingendo gli invasori sino a Cittadella. Ma il tradimento di uno dei suoi comandanti, Albertino da Peraga, che rifiutò di condurre l'attacco finale ai Visconti in ritirata, diede a questi il tempo di riorganizzarsi. Nel frattempo, Conte era riuscito a respingere Jacopo Dal Verme presidiando il passo di Arino sul basso Brenta, ma dovette in seguito abbandonare le posizioni per difendere il Castelcarro dai Veneziani.
L'accanita resistenza non bastò a salvare Padova che il 21 novembre 1388 cadeva nelle mani di Gian Galeazzo Visconti. I Carraresi furono costretti a lasciare la città per seguire Francesco Novello a Pavia, a Milano e ad Asti. Mentre il fratellastro cercava aiuti per poter riprendere la patria, Conte si occupava della cura dei suoi figli e della gestione del suo patrimonio.

### La riconquista
Nell'aprile del 1389 raggiunse Francesco Novello a Firenze la cui Repubblica gli aveva offerto un esercito. Messo a capo delle truppe assieme a Giovanni Acuto e iniziata l'offensiva, nel 1390 fu imprigionato a Bologna da Carlo Malatesta ma, liberato dai Fiorentini, tornò nuovamente sul campo e partecipò alla riconquista di Padova. L'evento si svolse l'8 settembre 1390 e fu proprio Conte a guidare l'attacco alle porte della città; dopo la vittoria, Francesco Novello gli assegnò i beni confiscati a Ugolino Scrovegni in segno di riconoscenza.
La guerra non era tuttavia terminata e, dopo la costituzione della prima lega antiviscontea nell'inverno dello stesso anno, Conte tornò a combattere; durante alcune operazioni nel Vicentino a sostegno di Canfrancesco della Scala ottenne la nomina di generale dell'esercito carrarese. Il 20 gennaio 1392, finalmente, venne firmato il lodo di Genova che sancì la pace con i Visconti.

### Capitano di ventura
Conte si ritrovò da questo momento privo di una rendita sufficiente poiché gli eventi bellici avevano compromesso le finanze di Francesco Novello. Continuò quindi il mestiere delle armi al servizio di papa Bonifacio IX e fu impegnato nella Marca di Ancona per sottomettere le città e le signorie che si erano ribellate all'autorità della Chiesa. I suoi meriti in quest'ambito gli valsero il titolo di conte di Campagna di Roma.
Frattanto le ostilità contro i Visconti si erano riaccese e nel 1395 venne richiamato dal fratellastro perché guidasse i soccorsi a Nicolò III d'Este che rivendicava la signoria di Ferrara contro il cugino Azzo. Nel 1397 fu assoldato dai Veneziani per soccorrere Francesco Gonzaga, assediato a Mantova da Jacopo Dal Verme. Il 28 agosto dello stesso anno ebbe modo di distinguersi nella battaglia di Governolo.
Tornato sotto il pontefice, a partire dal 1398 si ritrovò in Umbria dove tentò di sottomettere Perugia. Nel 1402, quando questa città fu conquistata dai Visconti, si occupò di presidiare il confine settentrionale dello Stato della Chiesa sino alla caduta di Bologna (1402).
Durante questo periodo Conte riuscì a guadagnarsi una posizione di rilievo presso la Curia Romana e sperò che gli fosse affidata la carica di gran maestro dei cavalieri di Rodi (allora ricoperta da FIliberto di Naillac, non riconosciuto in quanto nominato dall'antipapa Clemente VII). Questa situazione favorevole fu colta anche da Francesco Novello che gli affidò alcuni incarichi diplomatici e richieste per il pontefice; fu proprio grazie a lui se venne concluso il matrimonio tra Giovanni, figlio di Francesco Novello, e Belfiore, figlia di Rodolfo III da Varano, signore di Camerino e feudatario dello Stato della Chiesa.
Nel 1405 tornò in guerra ora contro la Serenissima ma durante il conflitto Francesco Novello fu imprigionato e ucciso in carcere con i due figli.

### Al servizio del re di Napoli
Passò quindi al servizio di re Ladislao di Napoli e nel 1407 fu al fianco di Lodovico Migliorati, rettore uscente della Marca di Ancona, contro il nuovo rettore Benedetto di Salnucio, vescovo di Montefeltro. Più tardi, quando il sovrano aveva occupato l'Umbria (1408), fu incaricato con Muzio Attendolo Sforza di rafforzare il presidio di Perugia, minacciata dai fuoriusciti guidati da Braccio da Montone. Quest'ultimo fu più volte in conflitto con Conte e nel 1411 lo sconfisse a Cerqueto e a Marsciano e catturò i suoi figli Obizzo e Ardizzone.
Nello stesso anno lo si ritrova in guerra contro Luigi II d'Angiò, pretendente al trono di Napoli e favorevole all'antipapa Giovanni XXIII; prese parte alla battaglia di Roccasecca, ma fu imprigionato con i figli. Nel 1413, ancora al servizio di Ladislao, raggiunse lo Sforza che si batteva contro Paolo Orsini, altro sostenitore di Giovanni XXIII; scacciato con le sue truppe dalla zona di Orvieto, lo assediarono a Roccacontrada dove aveva riparato.
Sempre nel 1413, Ladislao lo nominò conte di Ascoli. Dopo il decesso del sovrano, avvenuto l'anno successivo, passò al servizio della vedova Giovanna II che gli riconfermò il feudo. Negli anni successivi lo si ritrova ancora contro Braccio da Montone al fianco di Muzio Attendolo Sforza (con cui rinsaldò l'alleanza facendo sposare Ardizzone con sua figlia Antonia Sforza). Nel 1417 prese parte alla liberazione di Roma e nel 1419 cacciò i Bracceschi da Assisi; in segno di riconoscenza, papa Martino V gli confermò la carica di vicario pontificio di Ascoli, conferitagli sin dal 1416.
Negli anni successivi, dopo che i rapporti tra Martino V e Giovanna II si erano incrinati, Conte cercò di mantenere un atteggiamento di equidistanza fra i due e per questo molto ambiguo. Nel 1421 consegnò il figlio Ardizzone in ostaggio a Braccio da Montone, passato frattanto al servizio della regina. Subito contattò il papa assicurandogli di essere stato costretto a fare ciò, ma non si dichiarò chiaramente ostile a Braccio; questo suscitò la minaccia di scomunica da parte del pontefice.
Morì nel novembre 1421 ad Ascoli Piceno e fu sepolto nel duomo della città. Lasciò in eredità il dominio di Ascoli al figlio Obizzo.

## Discendenza
Conte da Carrara ebbe due figli, Obizzo ed Ardizzone. Ignota è l'identità della sua consorte.